# Cambridge City Cemetery
Cambridge City Cemetery é o principal cemitério da cidade de Cambridge em Cambridgeshire. Situa-se ao norte da cidade, no cruzamento da Newmarket Road e Ditton Lane, perto do Aeroporto da Cidade de Cambridge.

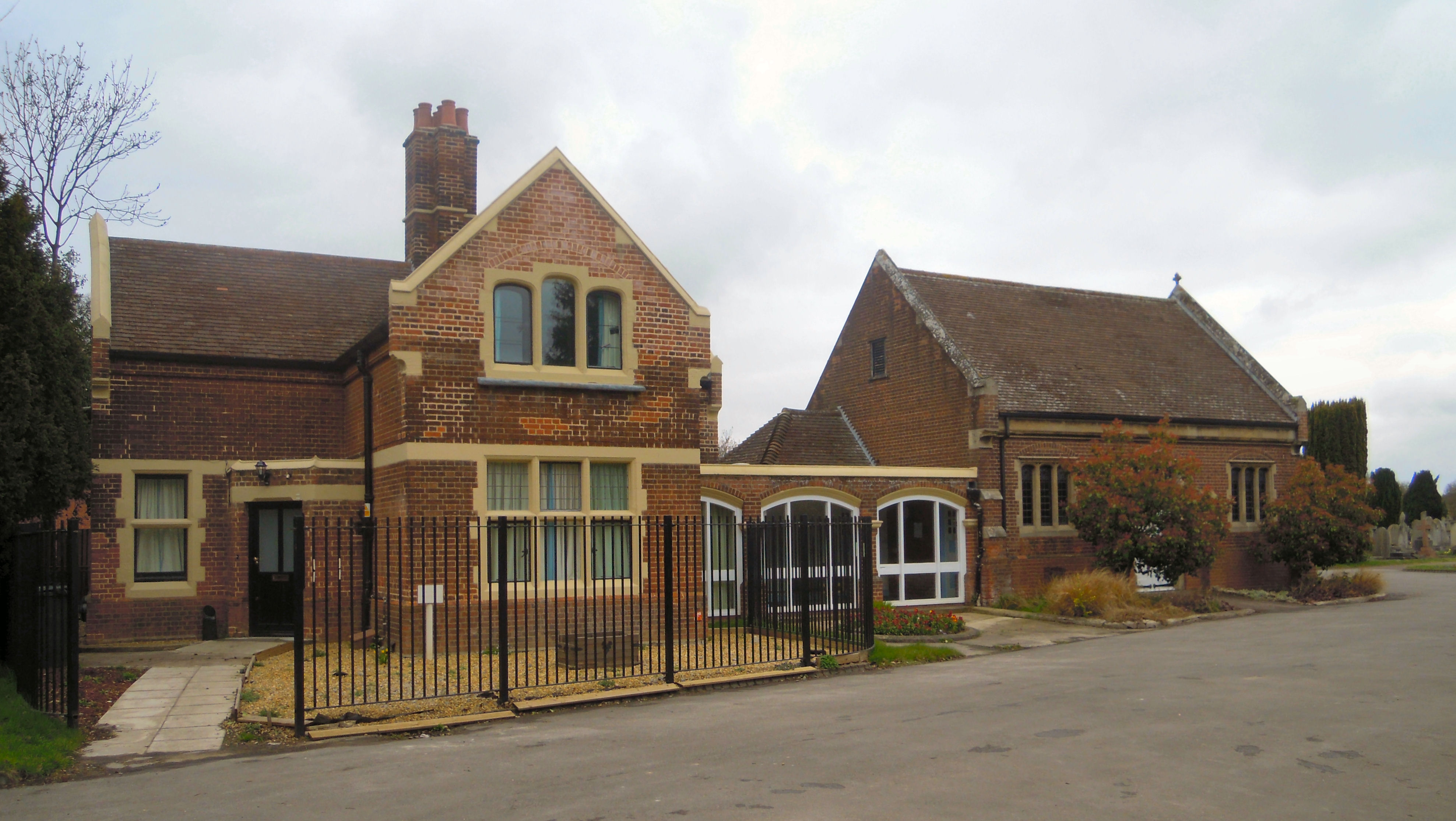
Recepção e capela do Cambridge City Cemetery

O cemitério teve seu primeiro enterro em 6 de junho de 1903, quando era conhecido como Cambridge Borough Cemetery. Posteriormente, foi mudado para The Regional Cemetery antes de finalmente se tornar o The City Cemetery; ocupa uma área de oito hectares.
Conhecido localmente como Newmarket Road Cemetery, o cemitério tem acesso ilimitado para pedestres todos os dias, incluindo domingos e feriados. As instalações incluem um parque de estacionamento e uma capela memorial.
Além do cemitério principal, o cemitério também tem uma seção judaica, uma seção muçulmana, uma seção católica romana, uma grande seção da Commonwealth War Graves Commission e o Cantetebrigge Memorial Garden.

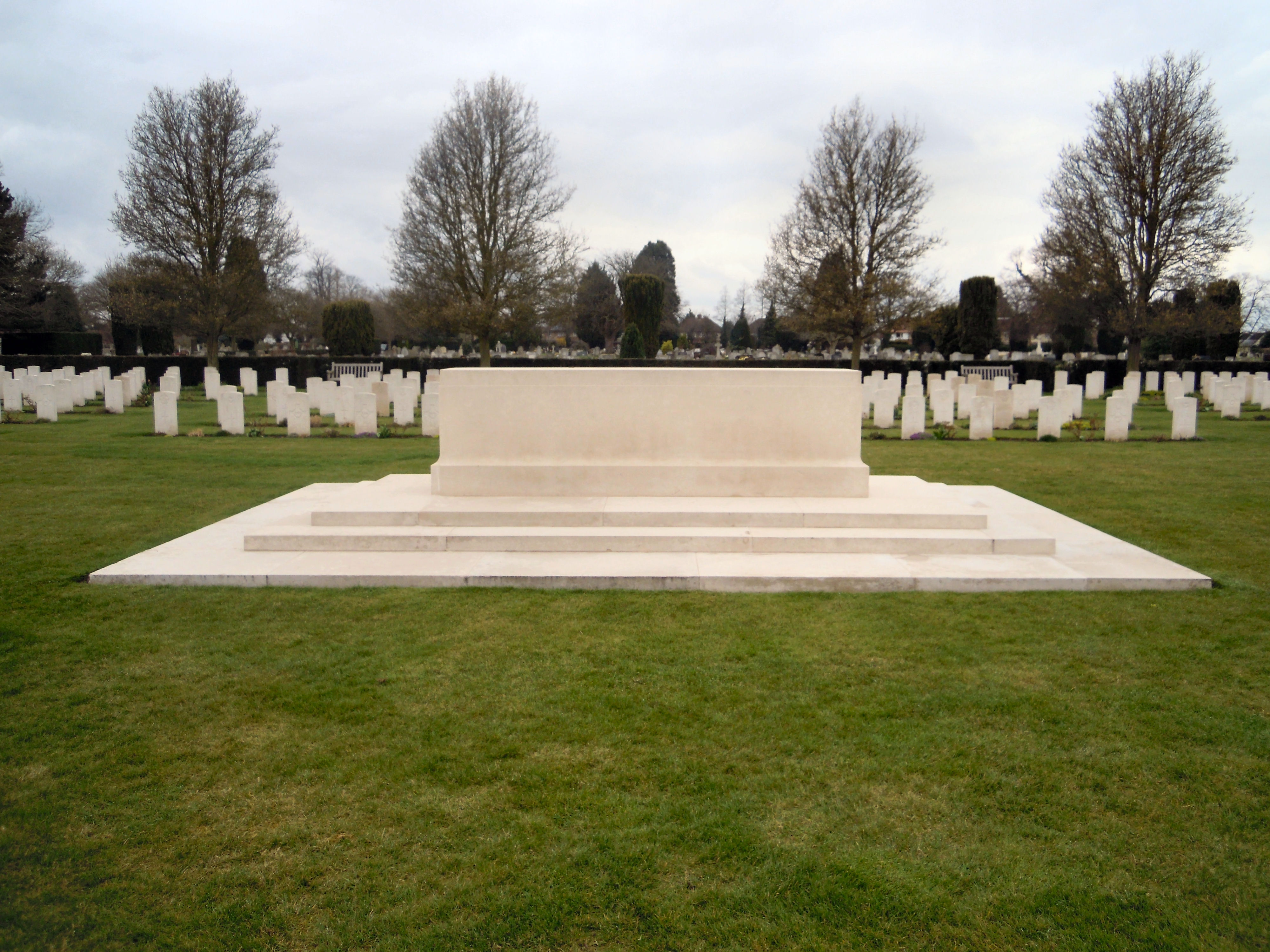
The Stone of Remembrance

## Sepultamentos notáveis
Os sepultamentos notáveis no cemitério incluem:
- Bertha Lewis, a principal contralto com a D'Oyly Carte Opera Company
- Alec David Young, engenheiro aeroespacial britânico
- Philip de Fonblanque, oficial britânico sênior que organizou a logística para a British Expeditionary Force em 1939-40
- Martin Roth, psiquiatra britânico
- Alexis Charles Doxat, recipiente inglês da Victoria Cross
- James John McLeod Innes, recipiente escocês da Victoria Cross
- Arthur George Tansley, botânico
- Barbara Yung, atriz de Hong Kong durante o início da década de 1980
- Sir German Sims Woodhead, patologista
- Choudhry Rahmat Ali, nacionalista paquistanês

## Galeria

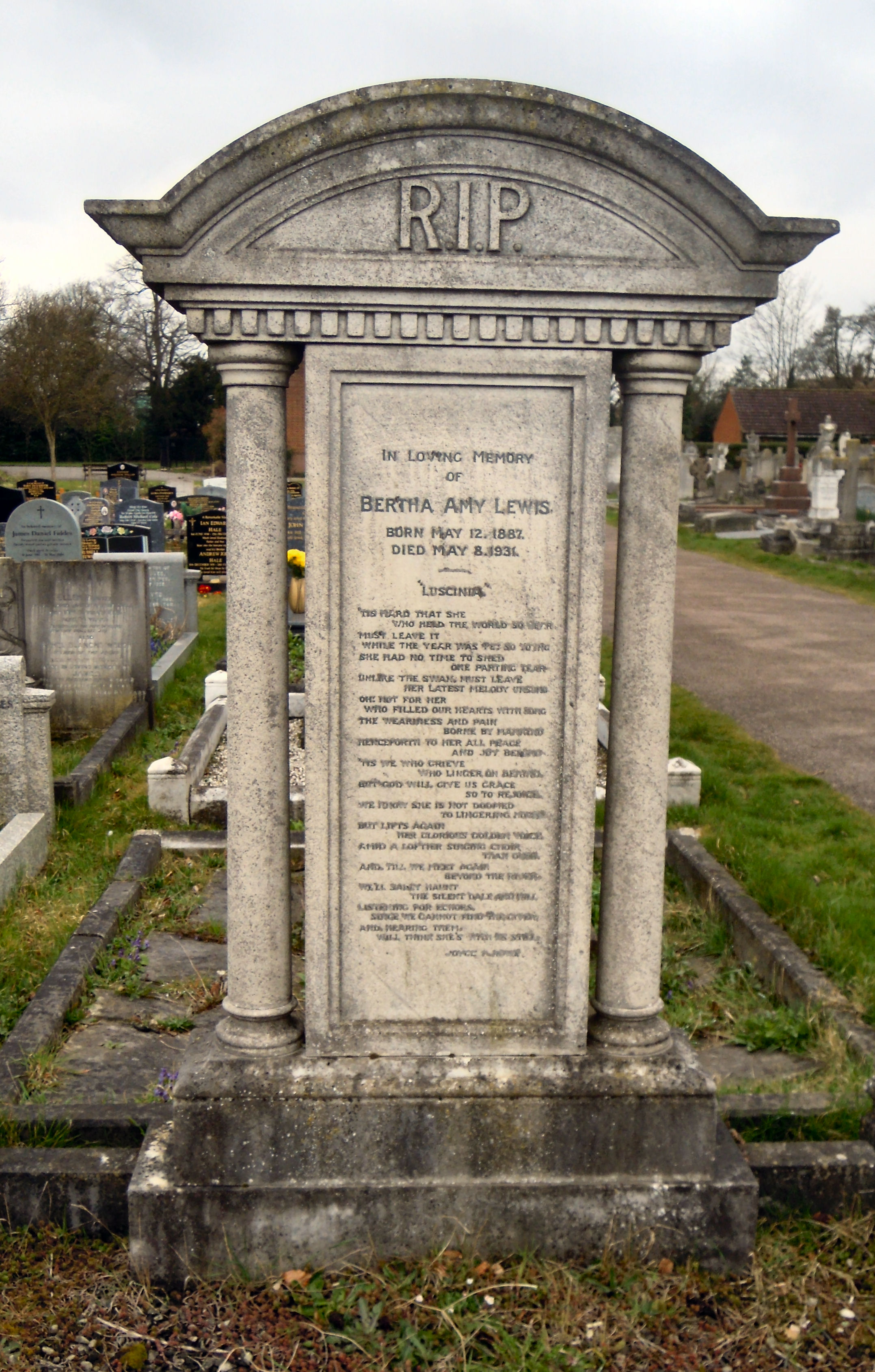
Sepultura da cantora de ópera Bertha Lewis
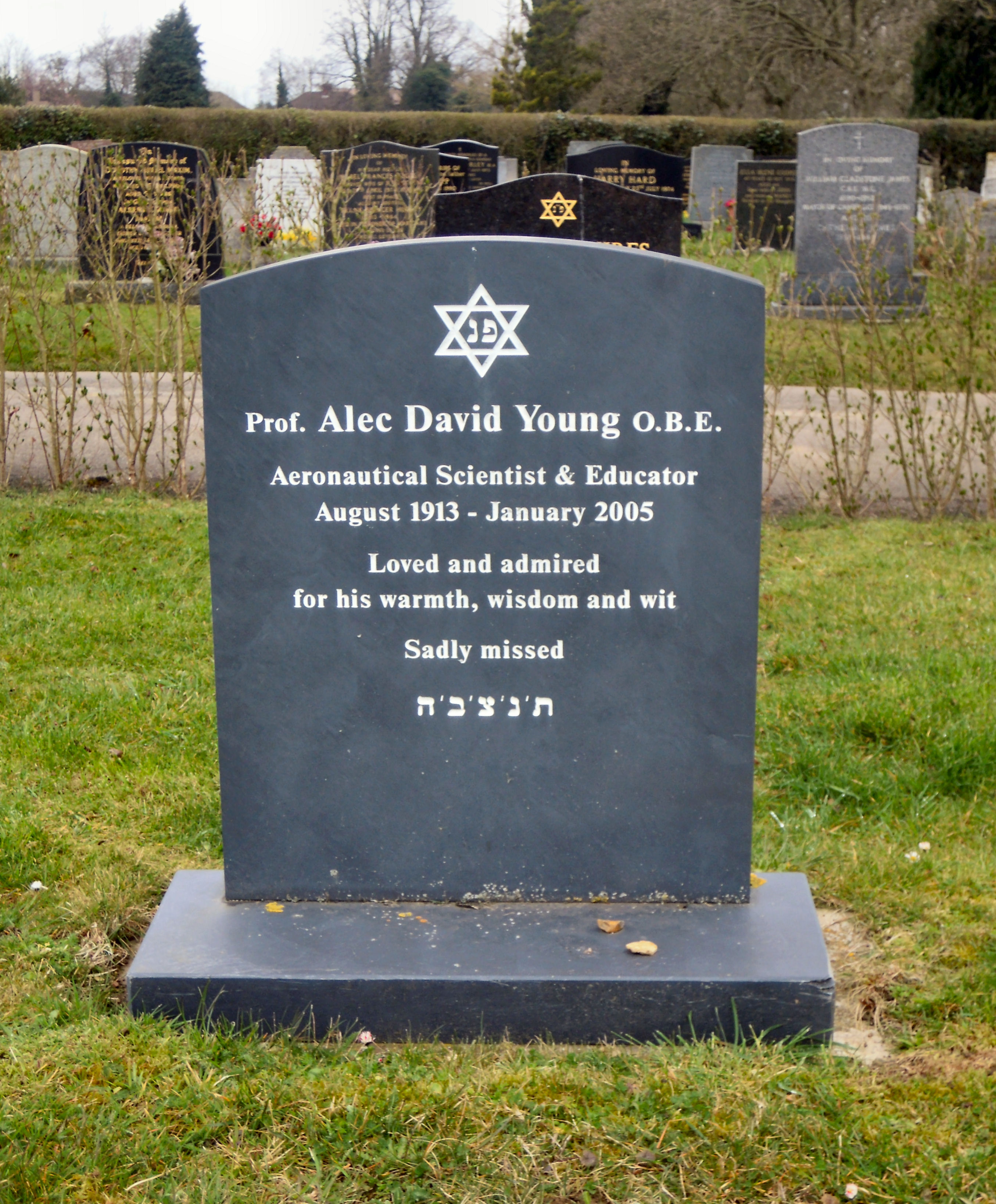
Sepultura do engenheiro aeroespacial Alec David Young
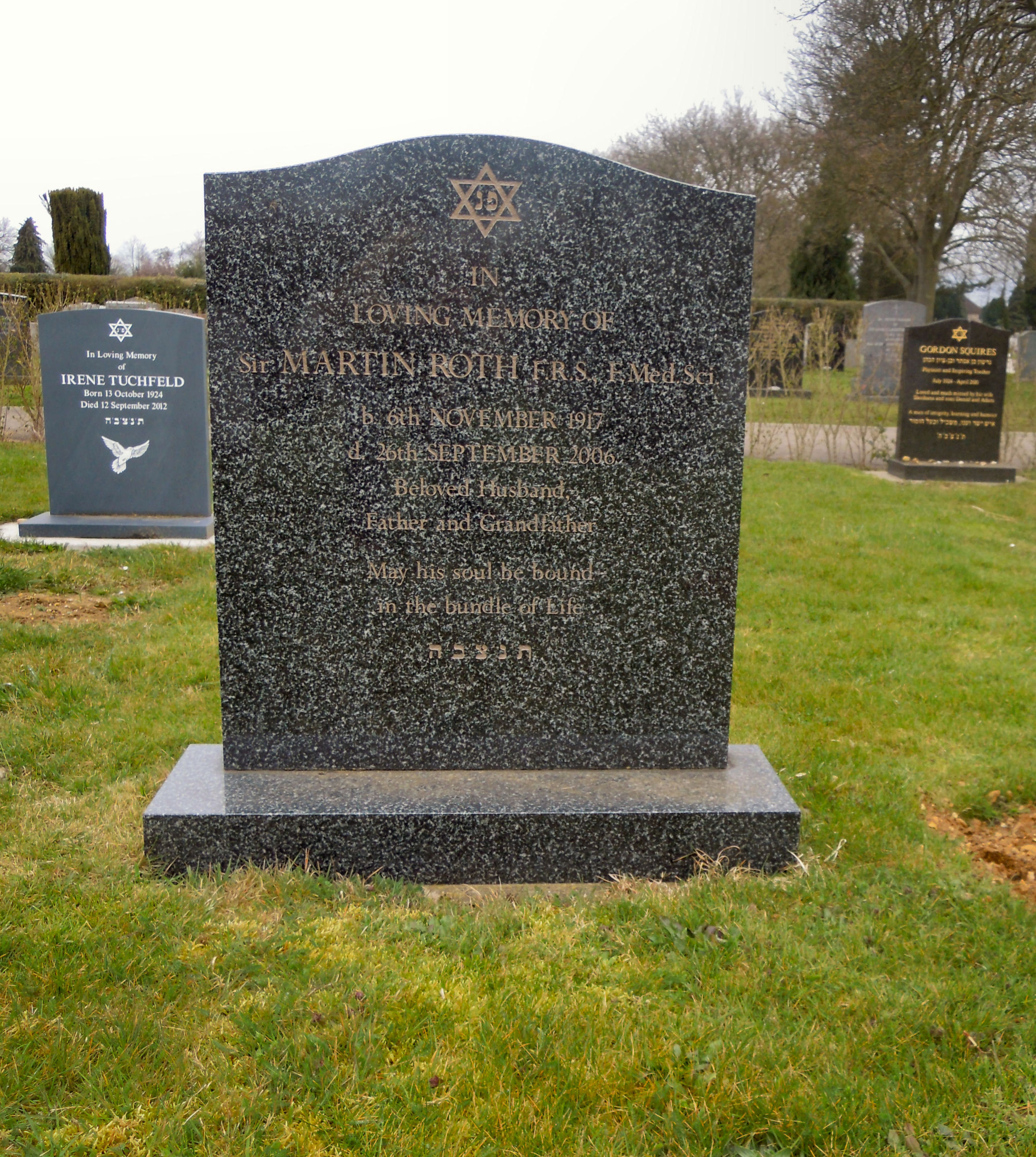
Sepultura do psiquiatra Martin Roth
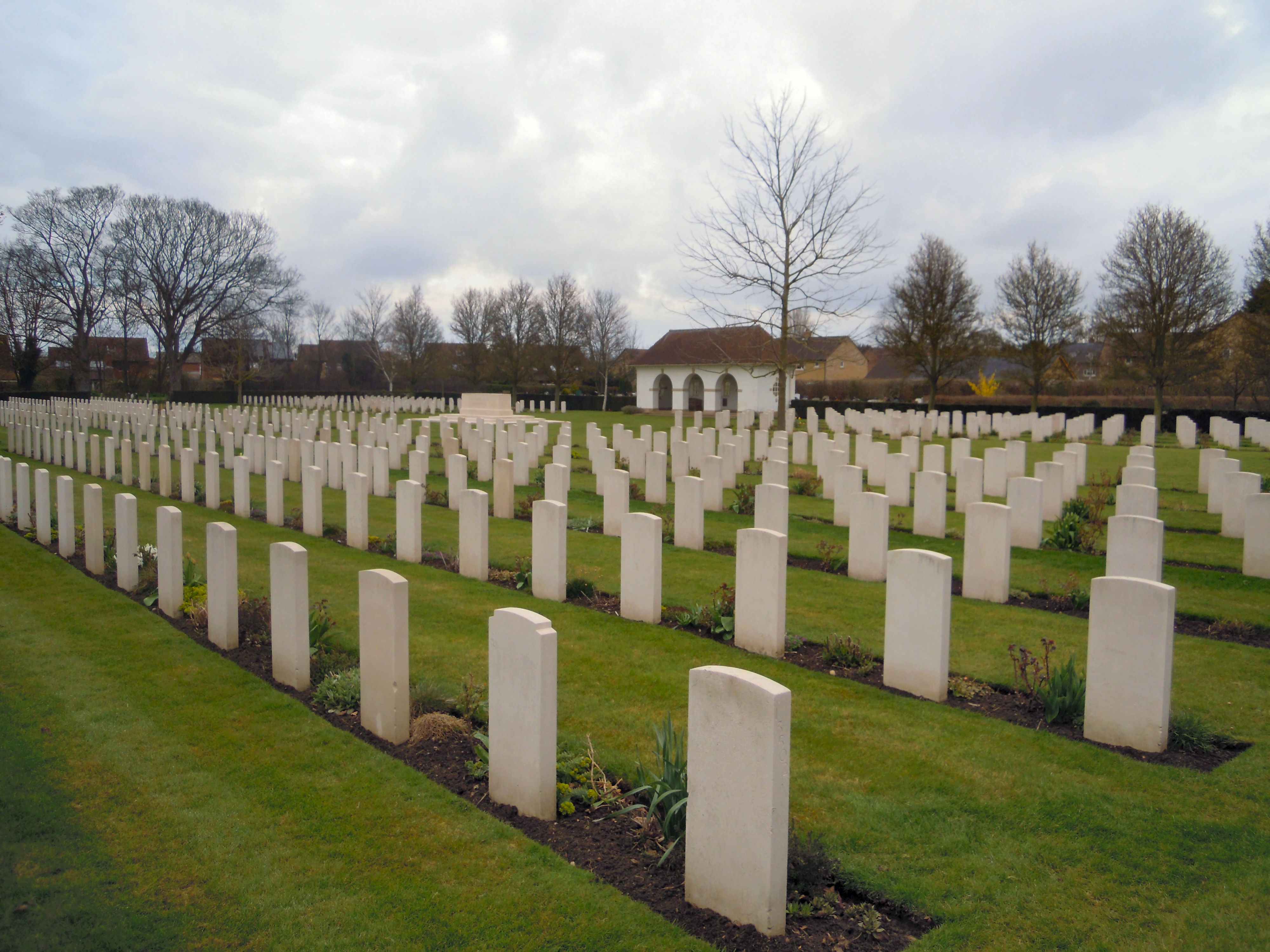
Uma seção da Commonwealth War Graves Commission
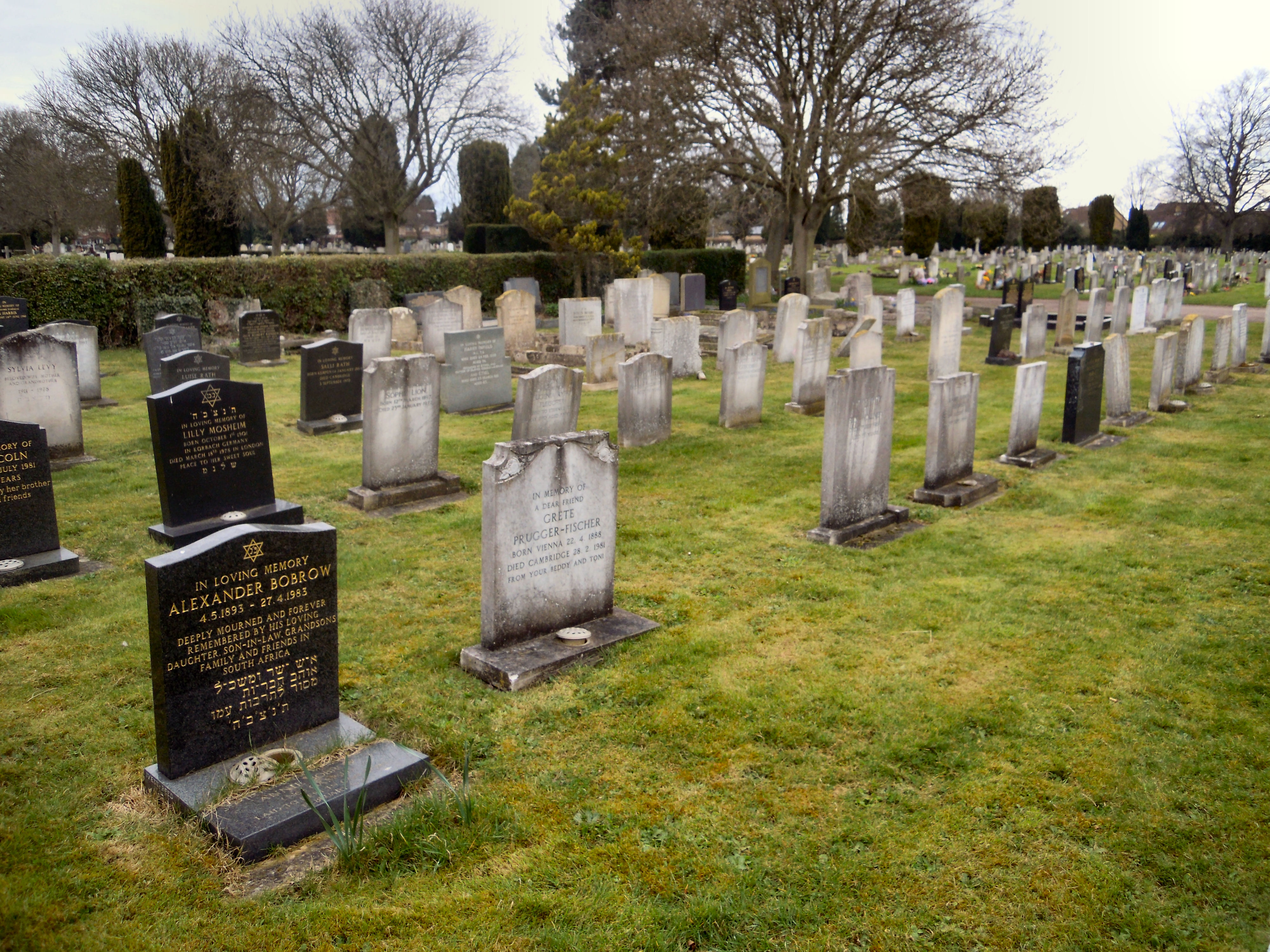
Parte da seção judaica do cemitério
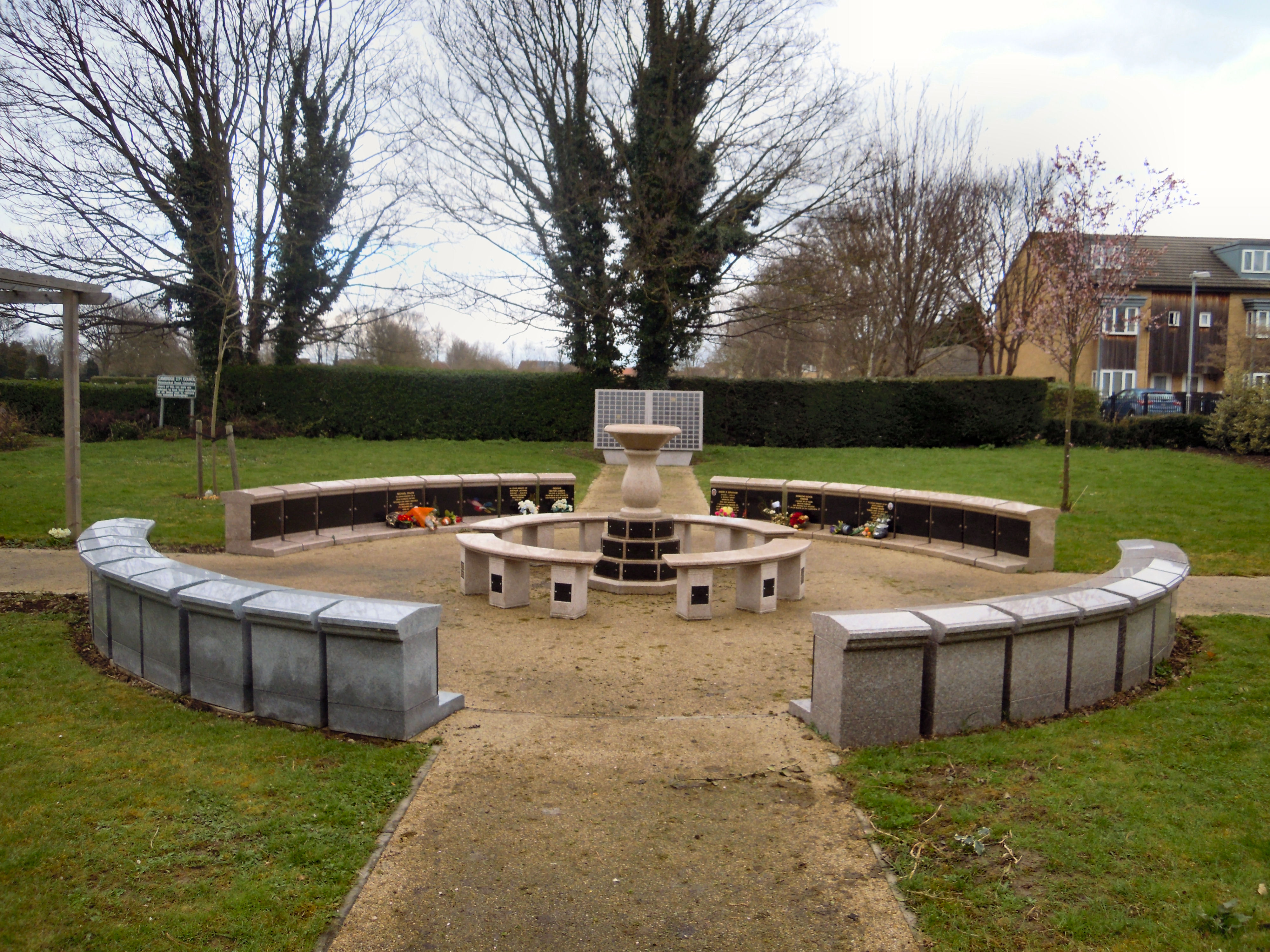
O Cantetebrigge Memorial Garden
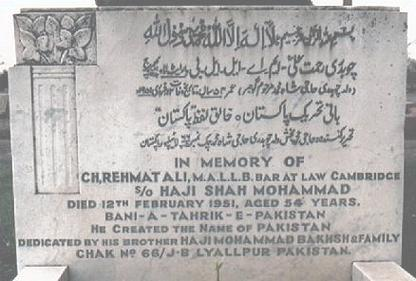
Sepultura de Choudhary Rahmat Ali